# Erol Amaç
Erol Amaç (1934-1991) fue un actor turco.

## Filmografía
- Turist Ömer Uzay Yolunda (1973)
- Seytan (1974)

- Datos: Q8777416